# 吉川友のラジオやってみっかぁ!
『吉川友の！ラジオやってみっかぁ！』（きっかわゆうの ラジオやってみっかぁ）は、東海ラジオ放送制作のラジオ番組である。
2013年1月13日放送開始。パーソナリティを務めていたのは吉川友で、番組のキャッチコピーは「吉川友人生初の冠番組」であった。番組タイトルの表記には揺れがあり、時期や媒体によっては『吉川友のラジオやってみっか！』と表記されることもあった。
2013年6月からは、『吉川友の！動画やってみっかぁ！』（きっかわゆうの どうがやってみっかぁ）と題しての動画配信も行っていた。
番組は、2014年3月20日放送分をもって「一応最終回」を迎えた。

## 主なコーナー
リスナーさんに生電話してみっかぁ!
吉川がリスナーと電話をつなぎ、悩み相談などをするコーナー。前置きにはいたずら電話に近い表現があった。
お便り紹介
番組後半のコーナー。お便り紹介はこのコーナーのほか、番組開始からオープニングのタイトルコールに入るまでの時間帯においても行われていた。
ものまねのコーナー
番組前半と後半に行われるコーナー。使用曲は『オースティン・パワーズ』の使用曲。
その他のコーナー
以上のほか、吉川が選んだ曲を30分間トークを挿みながらかけていくコーナーも不定期に行われていた。

## 放送時間
いずれも日本標準時。
- 日曜 11:00 - 11:30（2013年1月 - 4月）
- 隔週日曜 11:00 - 11:30、隔週月曜 21:00 - 21:30（2013年5月 - 6月） - この期間中、月曜の同時間帯に放送されていた『みんなの作文』（ニッポン放送制作）は、本番組の放送がある週に限り別の時間帯へ移動という措置が取られていた。
- 月曜 20:30 - 21:00（2013年7月 - 9月）
- 木曜 20:30 - 21:00（2013年10月 - 2014年3月）